# Котляревський Родіон Юрійович
Радіон Юрійович Котляревський (1989—2022) — солдат Збройних Сил України, учасник російсько-української війни.

## Життєпис
Народився 19 квітня 1989 року в місті Охтирка Сумської області.
Під час підступного нападу російської федерації на територію України солдат Котляревський Радіон Юрійович свідомо прибув до військової частини та став до лав Збройних Сил України.
Військову службу проходив у 91 окремому Охтирському полку підтримки.
Загинув 26 лютого 2022 в районі міста Охтирка.

## Нагороди та вшанування
- Орден «За мужність» III ступеня[1].
- Почесний громадянин міста-героя Охтирки.